# Битка код Гашнице
Битка код Гашнице вођена је 10. септембра 1875. године између турске и устаничке војске у склопу Невесињске пушке.

## Битка
Почетком септембра 1875. године, група од око 300 људи под командом Петра Пеције и Остоје Корманоша прикупља се на реци Сави код Гашнице. Дана 9. септембра, Пеција и Корманош избијају на Саву одакле су одбили турски напад и ноћу 9/10 септембра превезли оружје на босанску страну. Ујутро 10. септембра, од Градишке и Бање Луке интервенисало је 500 турских војника. Пеција је своју војску поделио у четири групе. Брзим нападом, Турци растурају најпре Пецијину, а затим и остале групе. Преживели устаници присиљени су на бекство. У преласку преко Саве погинуло је много устаника, а међу њима и обојица војсковођа.